# Walter Francini
 (juin 2023).
Walter Augusto Francini, né en 1926 et mort le 3 mai 1996 à São Paulo, est un espérantiste brésilien.

## Biographie
Walter Francini nait en 1926. En 1978, il écrit Espéranto sans préjugés, dans lequel il analyse les critiques faites à l’espéranto. En 1984, il écrit, en portugais, le roman biographique Doutor Zamenhof. Il écrit également de la poésie, qu’il publie dans Junaĝa verkaro, en 1960, et dans Sur flugiloj de trobo kaj de Esperanto, en 1984.
Walter Francini meurt le 3 mai 1996 à São Paulo.

## Ouvrages
- Doutor Esperanto (eo) (1973) en portugais
- Esperanto sans préjugés (1978)
- Discours à mes enfants
- Cours d'expression orale
- Brésil; est-ce le paradis de l'espéranto ?
- Soldat du Christ